# Луис, Морис
Морис Луис, полное имя Морис Луис Бернштейн (англ. Morris Louis; 28 ноября 1912, Балтимор, штат Мэриленд — 7 сентября 1962, Вашингтон) — американский художник-абстракционист, близкий к стилю живописи цветового поля.

## Жизнь и творчество
В 1929—1933 годах будущий художник изучает живопись в Институте искусств Мэриленда, в Балтиморе. В 1936 году он переезжает в Нью-Йорк, где работает в художественной мастерской Давида А. Сикейроса. В 1938 году сокращает своё имя до Морис Луис.
С 1952 года М. Луис — доцент в Вашингтонском центре искусств. В этот период происходит его знакомство с Кеннетом Ноландом, с которым М. Луиса впоследствии связывают тесная дружба и совместное творчество. При посредничестве известного арт-критика Клемента Гринберга оба художника знакомятся с Элен Франкенталер и Джексоном Поллоком, творчество которых оказало заметное влияние на работы Ноланда и Луиса. Однако за период с 1953 по 1961 год ведущий замкнутый образ жизни М. Луис сумел разработать свой собственный художественный стиль.
Работы М. Луиса были представлены на выставках современного искусства документа 3 (1964) и 4 (1968) в немецком городе Касселе (посмертно).